# Юзеф Скумін-Тишкевич
Юзеф Скумін-Тишкевич (1716 — 20 грудня 1790) — державний діяч, урядник Речі Посполитої.

## Життєпис
Походив з магнатського роду Тишкевичів гербу Леліва. Єдиний син Єжи Казимира Скумін-Тишкевича, каштеляна вітебського, та Бенедикти Сапіги. Народився у 1716 році. Здобув домашню освіту. 1724 році втратив матір, а 1735 року — батька. У 1736 році одружився з представницею магнатського роду Огінських. Того ж року отримує посаду тіуна віленського. У середині 1740-х років помирає дружина. Вже у 1748 році Скумін-Тишкевич пошлюбив представницю впливового роду Потіїв.
У 1761 році призначається каштеляном Мстиславського замку. 1762 року отримав орден Білого Орла. Не зміг запобігти окупації російськими військами Мстиславля під час Першого поділу Речі Посполитої 1772 року. Номінально зберігав посаду каштеляна до 1775 року. У 1775 році призначається воєводою смоленським, проте без якоїсь влади, оскільки саме воєводство з 1654 року знаходилося під владою Москви. Втім це дозволило Юзефу Скуміну-Тишкевичу стати сенатором Речі Посполитої. 
З 1780-х років більше часу проводив у Вільно та Варшаві. Помер у 1790 році.

## Родина
1. Дружина — Бенедикта, донька Марціана Михайла Огінського, воєводи вітебського
дітей не було
2. Дружина — Анна (1720—1788), донька Олександра Потія, воєводи троцького
Діти:
- Олександр (бл. 1748—1775), писар великий литовський
- Людвік (бл. 1748—1808), гетьман польний литовський